# Castelnuovo Calcea
Castelnuovo Calcea, (Castelneuv Brusà en piemontès) és un municipi situat al territori de la província d'Asti, a la regió del Piemont (Itàlia).
Limita amb els municipis d'Agliano Terme, Moasca, Mombercelli, Montegrosso d'Asti, Nizza Monferrato, San Marzano Oliveto i Vinchio.
Pertanyen al municipi les frazioni de Momparone, Caranti, Opessina, Valleggia, Toetto, Preie, Stazione i Argentina.